# Lac Vlimeux
Le lac Vlimeux chevauche deux municipalités, Saint-Roch-de-Mékinac et Sainte-Thècle, dans la MRC Mékinac, en Mauricie, au Québec, au Canada. Ce lac marque l'ancienne limite nord-ouest de la seigneurie de Batiscan, qui était jadis la propriété des Jésuites.

## Géographie
Le lac Vlimeux est situé principalement dans le territoire du rang 1 de Saint-Roch-de-Mékinac, une partie dans le rang 2 ; la partie dans Sainte-Thècle est comprise dans le rang II Sud-Ouest du Canton Lejeune. Ce lac est situé à 4,3 km (en ligne directe) à l'Est de la rivière Saint-Maurice, à 3,5 km (en ligne directe) au nord du Second lac Roberge, à 6,4 km (en ligne directe) au sud de l'église de Saint-Joseph-de-Mékinac et à 6,4 km (en ligne directe) à l'ouest du Lac du Jésuite.
Le lac Vlimeux couvre 1,1 km2 et mesure 2,1 km de longueur. Ce lac comporte trois sections dont la largeur respective est : partie sud (300 m) comportant une longue baie de 100 m de largeur, partie centre (450 m) et partie nord (700 m). Les cinq tributaires du lac Vlimeux, ses trois îles et ses presqu'îles lui donnent un contour très irrégulier. La forme du lac ressemble à un sapin dont la cime est tournée vers le sud. Le lac Vlimeux recueille les eaux du lac Pleau et du lac Élizabeth, situés au sud.
Les eaux du lac Vlimeux se déversent par le nord dans le ruisseau Vlimeux, lequel traverse le petit lac Vlimeux. Les deux lacs sont distants de seulement 150 mètres. Un barrage possédé par le gouvernement du Québec est aménagé à l'embouchure du Petit lac Vlimeux. De là, le ruisseau Vlimeux coule vers le nord et coupe trois lots forestiers à l'extrémité ouest du territoire de Sainte-Thècle (rang 1 Sud-Ouest). Le ruisseau continue son parcours dans le territoire de Trois-Rives, en bifurquant vers le nord-ouest, en drainant les rangs I et II, et va se déverser dans la rivière Mékinac, qui à son tour coule vers l'ouest pour se déverser dans la rivière Saint-Maurice.

## Toponymie
La forme "Lac Vlimeux" apparait sur un plan du canton de Le Jeune de 1881. Le toponyme "Lac Vlimeux" figure dans l'édition de 1914 du "Dictionnaire des rivières et lacs de la province de Québec". Cet désignation toponymique a connu plusieurs variantes sur des cartes forestières dont Villemieux et Vilimieux.
En 1959, la Commission de géographie du Québec a normalisé ce cas sous la désignation "Lac Venimeux". Ce toponyme apparait au "Répertoire géographique du Québec" de 1969 et dans le "Répertoire toponymique du Québec" de 1978. Finalement, la Commission de toponymie du Québec se ravise en rétablissant l'ancienne forme ; le toponyme "Lac Vlimeux" a été inscrit officiellement le 31 janvier 1980 à la Banque des noms de lieux de la Commission de toponymie du Québec compte tenu que le toponyme "Lac Vlimeux" était bien ancré dans le dialecte régional.
Dans l'ancien langage des Canadiens-française, le terme "vlimeux" évoque le caractère imprévisible, mal intentionné, malicieux, moqueur ou ratoureur d'une personne pour arriver subtilement à ses fins, parfois en faisant usage de moyens détournés pour tromper. Le Wikdictionnaire y attribue des quasi-synonymes : espiègle, ratoureux, comique, malcommode ou tannant. En quête de connaître l'origine étymologique du terme, certains chercheurs soutiennent la thèse que le toponyme "vlimeux" serait un dérivatif de "venimeux". Par ailleurs, dans le langage moderne, ce terme a généralement une connotation plaisante ou gentille, utilisée en s'adressant à des enfants. Toutefois, l'attribution du qualificatif "Vlimeux" a un toponyme est inusité.